# Трансформација Османског царства
Трансформација Оманског царства, позната и као Ера трансформације, представља период у историји Османског царства од 1550. дo 1700. године, отприлике од краја владавине Сулејмана Величанственог до Карловачког мира којим је завршен Велики турски рат. Овај период карактерише велики број драматичних политичких, друштвених, и економских промена, које су резултирале преласком царства из експанзионистичке, патримонијалне државе у бирократску империју засновану на идеологији одржавања правде и која је штитила сунизам. Ове промене су у великој мери биле изазване низом политичких и економских криза крајем шеснаестог и почетком седамнаестог века, као што су инфлације, ратовања и политички фракционизам. Ипак, упркос овим кризама, царство је остало јако и политички и економски, и наставило да се прилагођава изазовима света који се мења. Седамнаести век је некада био окарактерисан као период пропадања , али почетком 1980-их историчари који су проучавали Османско царство све више одбацују ту карактеризацију, описујући је као период кризе, адаптације и трансформације.
У другој половини шеснаестог века царство је трпело све већи економски притисак због растуће инфлација, која је тада утицала и на Европу и на Блиски исток. Демографски притисак у Анадолији допринео је формирању пљачкашких банди, које су се до 1590-их удружиле под локалним вођама како би покренуле низ сукоба познатих као Џелали побуне. Османска фискална неликвидност и локална побуна заједно са потребом да се војно надмећу против Хабзбурга и Сафавида створиле су озбиљну кризу. Османлије су тако трансформисале многе институције које су претходно дефинисале царство, постепено укидањем тимарског система како би се организовала модерна војска мускетара, и учетворостручиле бирократије како би олакшале ефикасније прикупљање прихода. У Истанбулу, промене у погледу династичке политике довеле су до напуштања османске традиције султанског братоубиства, и до владајућег система који се много мање ослањао на лични ауторитет султана. Друге фигуре су имале веће улоге у власти, посебно жене из царског харема, због чега се део тог периода често назива Султанат жена.
Променљива природа султанског ауторитета довела је до неколико политичких преокрета током седамнаестог века, пошто су се владари и политичке фракције борили за контролу над царском владом. Султан Осман II је 1622. године свргнут у јањичарском устанку. Његово погубљење је било одобрено од стране главног царског судског званичника, чиме је демонстрирана смањена важност султана у османској политици. Ипак примат Османске династије у целини никада није доведен у питање. Од султана из седамнаестог века, Мехмед IV је најдуже владао, 39 година од 1648 дo 1687. године. Царство је доживело дуги период стабилности под његовом владавином, предвођеном од стране реформски оријентисане Ћуприлићи породице великих везира. То се поклопило са периодом обновљених освајања у Европи, освајањима која су кулминирала катастрофом у опсади Беча 1683. године и прекидом владавине великих везира из породице Ћуприлићи. Након битке окупила се коалиција хришћанских сила за борбу против Османлија, што је довело до пада Османске Мађарске и њене анексије од стране Хабзбурговаца током Великог турског рата (1683–1699). Рат је изазвао још једну политичку кризу и навео Османлије да спроведу додатне административне реформе. Ове реформе су окончале проблем финансијске несолвентности и претвориле трансформацију из патримонијалне у бирократску државу као трајну.

## Територија
У поређењу са ранијим периодима османске историје, територија царства остала је релативно стабилна, протежући се од Алжира на западу до Ирака на истоку и од Арабије на југу до Мађарске на северу. У другој половини владавине Сулејмана Величанственог (1520–1566), темпо проширења се успорио, док су Османлије покушавале да консолидују огромне територије освојене између 1514. и 1541. године, али освајања нису престала. Након склапања мира са Аустријом 1568. године, Османлије су покренуле Млетачко-турски рат, освајајући Кипар и већи део Далмације. Поморска кампања довела је до освајања Туниса од Шпанаца 1574. године а примирје је потписано 1580. године.
Након тога Османлије су наставиле ратовање са Сафавидима 1578–1590, освајајући Грузију, Азербејџан и западни Иран. Гранични инцидент 1593. године довео је до обнове рата са Хабзбуршком Аустријом у Дугом рату (1593–1606), у ком ниједна страна није постигла одлучну победу. Османлије су накратко држале Ђер (1594-1598), али су изгубиле контролу над Ноградом (1594), излажући Будим нападу са севера. До краја рата Османлије су освојиле стратешки важна утврђења Егер (1596)и Велику Канижу (1600). Сафавиди су искористили османско ангажовање у Дугом рату да врате своје недавне губитке у Османско-сафавидском рату 1603-1618. Након свргавања Османа II, Сафавиди су заузели багдад и већи део Ирака 1623. године, задржавајући га до 1638. године, када је опет успостављена граница према Споразуму из Амасија из 1555. године. Док су били заузети у рату са Сафавидима, побуна локалних зејдистичких шиита у Јемену коначно је присилила Османлије да напусте ту провинцију 1636. године. Ејалет Ал-Хаса у источној Арабији такође је била захваћена побуном и племенским отпором османској владавини, а напуштена је 1670. године.
Од 1645. године Османлије су биле окупиране освајањем Крита у рату са Млетачком републиком. Острво је брзо освојено, али је млетачка морнаричка надмоћ омогућила тврђави Кандији (данашњи Ираклион) да се одупире деценијама. Експанзија у Европи настављена је у другој половини седамнаестог века под окриљем чувених великих везира из породице Ћуприлићи. Побуњена вазална кнежевина Трансилванија била је покорена освајањем Јенопоља (1658) и Орадеје (1660). У рату са Аустријом 1663-1664 враћен је Ноград а освојен је и Нове Замки (1663). Освајање Крита коначно је завршено 1669. године падом Кандије. Исте године, Османлије су прихватиле понуду козачке државе на Десној обали Украјине да постане османски вазал у замену за заштиту од Државне заједнице Пољске и Литваније и Русије. То је довело до Пољско-османског рата 1672–1676, у ком су Османлије освојиле Подоље, и Руско-турског рата 1676-1681, у ком су руски гарнизони били протерани из козачких земаља. Османска владавина у Европи достигла је свој врхунац 1682. године, када је анти Хабзбуршки мађарски устанички вођа Имрих Токоли обећао оданост Османском царству, прихватајући титулу "Краља Горње Угарске" (отур. Orta Macar). Баш као што је вазализација Десне обале Украјине довела до Подољске кампање, тако је и вазалност Имриха Токолија довела до Бечке кампање 1683. године.
Након неуспеле опсаде Беча 1683. године, коалиционе снаге Свете лиге почеле су да потискују Османлије из Мађарске, а већина земље је ослобођено до 1688. године. У Карловачком миру Османлије су признале ове губитке као и повратак Подољске области Државној заједници Пољске и Литваније. Док је Крит остао у османском поседу Мореја је уступљена Млетачкој републици као и већи део Далмације. Ово је био први велики пример османског територијалног губитка у Европи, што је довело до усвајања одбрамбене војне политике дуж реке Дунав током осамнаестог века.
|  |  |

### Вазалне државе
Поред територије под директном царском управом, Отоманско царство је такође имало различите степене суверенитета над својим многобројним вазалним државама. Сваки однос вазалне државе са царством био је јединствен, али је обично укључивао плаћање пореза, војног доприноса или обоје. Такви вазали били су Подунавске кнежевине Влашка и Молдавија, Кримски канат, Кнежевина Трансилванија, Дубровачка република, разне грузијске и кавкаске кнежевине, а у другој половини седамнаестог века козачка држава на Десној обали Украјине и територија под контролом Имриха Токолија, позната као Кнежевина Горња Угарска. Шериф од Меке у западној Арабији такође је био субјект царства, али нису плаћали данак нити су били дужни да дају војне снаге. У појединим временима Османско царство је добијало данак од Венеције, Хабзбуршке монархије, Пољске и Литваније, и Русије, што их је у теорији чинило вазалима Османског царства, ако не и у пракси. Територија царства је такође укључивала многе мање и често географски изоловане регионе у којима је државна власт била слаба, а локалне групе су имале значајан степен аутономије или чак де факто независност. Као такав пример су планинска подручја Јемена, област планине Либан, планински предео Балкана као што је Црна Гора, и већи део Курдистана, где су преосманске династије наставиле да владају под османском управом.

## Демографија
Због недостатка евиденције и тенденције евидентирања броја домаћинстава а не појединачних становника, врло је тешко одредити број становника у Османском царству. Због тога историчари чешће приказују трендове у порасту и опадању популације од региона до региона него што се изјашњавају о броју становника. Познато је да су Балканско полуострво и Анадолија, као и Европа, доживели нагли пораст становништва током шеснаестог века, повећавајући се око 60% у периоду од 1520–1580. Овај раст довео је до притиска становништва у Анадолији, јер земља више није могла адекватно подржати сељачко становништво. Многи сељаци без земље су се бавили разбојништвом као начином да зарађују за живот, или су били регрутовани у војску лутајућих Џелали побуњеника. Контролисање активности разбојника постало је главно питање политике за Османлије, јер су бандитске рације само погоршале пољопривредну ситуацију у Анадолији. Један метод контроле укључивао је њихово регрутовање у турску војску као мускетере, познате као секбан и сариџа. Спроведене су и друге методе, као што је слање инспекцијског тима 1659. године, који је конфисковао 80.000 илегално држаног ватреног оружја. Након драматичног демографског пораста у шеснаестом веку, становништво седамнаестог века је било углавном стабилно и у неким регионима чак и опадало, опет релативно у складу са општим европским трендовима.
Главни град царства био је Истанбул, са око 250 хиљада становника средином шеснаестог века. Према другим проценама имао је још више, између 500 хиљада и милион становника. Други по величини град у Османском царству био је Каиро, са око 400 хиљада становника у 1660. години. Већина других већих урбаних центара није се ни приближила тој величини. Измир је од малог градића прерастао у велики центар међународне трговине, са 90 хиљада становника средином седамнаестог века, док је сиријски град Алеп порастао са 46 хиљада становника у 1580. години на 115 хиљада век касније. Бурса, главни град северозападне Анадолије и главни центар за производњу свиленог текстила, имала је популацију која се кретала између 20 и 40 хиљада током седамнаестог века. Урбана експанзија није била универзална. Почетком седамнаестог века, многи градови и варошице у унутрашњости Анадолије и на обалама Црног мора страдали су од пљачке и разбојништва Џелали побуњеника и козачких напада, неки од њих су Анкара, Токат, и Синоп.
У османској Европи у овом периоду дошло је до велике промене у религијској демографији. Многи градови и варошице на Балкану и Мађарској постали су већином муслимански, укључујући Будим, бившу престоницу Краљевине Угарске. На Балкану се стопа преласка на ислам постепено повећавала све до достизања врхунца у касном седамнаестом веку, посебно у региону као што је Албанија и источна Бугарска.

## Економија
Можда је најзначајнија економска трансформација овог периода била монетизација економије и каснија трансформација феудалног тимарског система. Током шеснаестог века, ковани новац је играо много већу улогу у османској руралној економији, са плаћањем пореза у готовини којим је замењена исплата у натури. Како се османска популација ширила, обим трговине је растао и појавила су се нова регионална тржишта широм царства. Тимарски систем, који је био дизајниран да задовољи мањи обим привреде у претходним вековима, у новонасталим условима је сматран застарелим. Централне власти су све више одузимале тимарске феуде, који су некада служили за подршку провинцијским коњичким снагама, да служе другим сврхама, процесу који је описан као "модернизација".

### Буџет
На крају сваке године, османска влада је израђивала свеобухватни биланс стања, приказујући приходе и расходе, што даје историчарима могућност да сагледају финансијско стање царства. Приходи османске владе порасли су са 183 милиона акчи у 1560. на 581 милион 1660. године, што је повећање од 217%. Међутим, овај раст није држао корак са инфлацијом, па су Османлије током већег дела седамнаестог века имале буџетске дефиците, у просеку за 14%, али са много већим процентом током ратова. Египатски пашалук је одиграо главну улогу у надокнади разлике прихода и расхода. Сваке године, након покривања локалних трошкова, они су своје вишкове прихода предавали директно Истанбулу. Египат је био посебно богат и обезбеђивао је око 72 милиона акчи годишње, што је омогућавало централној влади да испуњава своје финансијске обавезе. До краја седамнаестог века, као резултат реформи спроведених током трајања Великог турског рата, приходи централне владе порасли су на једну милијарду акчи, и наставили да расту још већим темпом у наредном периоду, чиме су сада далеко надмашивали инфлацију.

### Ковање новца
Монетизација привреде поклопила се са револуцијом цена, периодом инфлације који је погодио и Европу и Блиски исток током шеснаестог века. Као резултат тога, вредност главног османског сребрног новца (Акча) постала је нестабилна, посебно након озбиљног пада вредности 1585. године. Нестабилност валуте је трајала до средине седамнаестог века што је довело неке регионе царства до увозе фалсификоване европске кованица за свакодневну употребу. Ова ситуација је под контролом од 1690-их година када је царство спровело далекосежне монетарне реформе и издало нову сребрну и бакарну валуту.

### Трговина
Каиро, као главни центар трговине на Црвеном мору, имао је велике користи од појаве јеменске кафе као главног трговинског добра. До краја шеснаестог века у градовима и насељима широм царства појавили су се кафићи, а кафа је постала главна ставка јавне потрошње. До краја седамнаестог века у Каиро се годишње увозило отприлике 4-5.000 тона кафе, од чега је велики део извезен у осталом делу царства.
Трговина дуж морских путева Црног мора била је озбиљно нарушена крајем шеснаестог века, захваљујући обилним активностима Запорошких козака, који су нападали градове дуж анадолске и бугарске обале на Црном мору, и чак успоставили базе на ушћу Дунава како би пљачкали бродове који ту пролазе. Исто тако, трговачки бродови на мору често су постајали мета за Козаке. Након избијања устанка Богдана Хмељницког 1648. године козачка активност се интензивно смањила, али је и даље представљала кључно питање за османску владу.

#### Европски трговци
Европски трговци активни у Османском царству су далеко најистакнутији аспект османске трговине, чињеница која је често проузроковала преувеличавање њихове важности. Европски трговци нису били доминантни у царству током овог периода, и далеко од наметања својих услова Османлијама, од њих се тражило да се прилагоде условима које су им Османлије одредили. Ови услови су дефинисани у низу трговинских споразума познатих као "капитулације" (отур. ʿahdnāme), које су Европљанима давале право да оснивају трговачке заједнице у одређеним османским лукама и да плаћају нижу тарифу за своју робу. Европске заједнице су биле изузете редовног опорезивања и добиле су судску аутономију у погледу личних и породичних питања. Сви комерцијални спорови требало је да се решавају у шеријатским судовима царства, све до 1670-их, када су добили право да се жале на велике предмете директно у Истанбул, где би их могли заступати њихови амбасадори. Капитулације су добиле прво Французи (1569), затим Енглези (1580), и на крају Холанђани (1612). Долазак западноевропских трговаца у Левант, назван "северна инвазија", није довео до њиховог преузимања или доминације медитеранском трговином, али је довео до одређених промена. Венеција је посебно погођена великом конкуренцијом, а њено комерцијално присуство је значајно опало, посебно након 1645. године, када су Османлије и Млечани ушли у рат око Крита. Енглези су били далеко најуспешнији европски трговци у царству током седамнаестог века, и имали су користи од пријатељских односа између две државе. Османлије су извозиле сирову свилу и увозиле јефтину вунену тканину, као и калај потребан за производњу војног наоружања.

## Влада
Док је 1550. године Османско царство било наследна држава у којој је сву власт држао искључиво султан, до 1700. је доживело политичку трансформацију којом је султанова монополска власт замењена мултиполарним системом у ком је политичка моћ била неформално подељена. Овај процес се одвијао постепено и имао је своје противнике. Одређени владари, као што су Осман II и Мурат IV, покушали су да укину овај тренд и поново успоставе апсолутну владавину. Због својих покушаја успостављања апсолутне власти Осман II је погубљен од стране јањичара 1622. године. Тај догађај је један историчар упоредио по значају са убиством Чарлса I Стјуарта 1649. године.
Значајне у овом процесу трансформације биле су неколико промена у природи наслеђа на престо. На почетку овог периода, османски принчеви заузимали су положаје у анадолској покрајинској влади након што су достизали зрелост. Међутим, Мехмед III (владао: 1595–1603) умро је пре него што је било ко од његових синова постао пунолетан. Ахмед I је тако био устоличен као малолетник, а касније принчеви више нису били постављани да управљају провинцијама. Иако се мотив за ову промену не може са сигурношћу знати, можда је то био метод спречавања врсте братоубилачког грађанског рата који се одиграо у последњим годинама владавине Сулејмана I. Као што је влада принчева укинута, тако је и пракса братоубиства, која је примењивана још од времена Мехмеда II, напуштена. Чини се да је то била реакција на неуобичајено језива братоубиства која су извршена током устоличења Мурата III и Мехмеда III, у којима је убијено на десетине беба и младића. Резултат је био да је цела царска породица остала у Истанбулу, а султани су дозволили својој браћи да несметано живе у харему. Крајња последица тога била је промена у редоследу наслеђивања. Ахмеда I, након његове смрти 1617. године, није наследио ниједан од његових синова, већ његов брат Мустафа I. Од тог периода општи принцип османског наслеђа више се заснивао на старешинству а не на патрилитетности. Међутим, у пракси је то значило да се суверенитет доживљава као нешто што је припадало Османској династији у целини, а не одређеном члану, што је поједине султане учинило замењивим.
Опстанак више пунолетних мушкараца из Османске династије олакшало је настанак других центара моћи унутар владе. Две фигуре од посебног значаја биле су Шејхулислам, или шеф исламске верске хијерархије, и Валиде султанија, или мајка султанија. Ове две фигуре су биле у стању да санкционишу уклањање и устоличење султана, прва као највиши религијски и судски ауторитет царства, а друга као матријарх династије. Оне су стога дошле до огромне моћи, јер је било која владина фракција која је желела да контролише политику царства, тражила њихову подршку. Две мајке султаније су доминирале у седамнаестом веку: Косем, мајка Мурата IV и Ибрахима I, и султанија Турхан Хатиџе, мајка Мехмеда IV. Неколико султана током овог периода заузимало је трон док су још били малолетни, и тада су имали улогу регента а њихове мајке султаније су постајале најмоћније фигуре у царству.
Други центар моћи је била све већа царска војска, коју су чинили јањичари и царска коњица. Величина ових организација драматично се повећала у другој половини шеснаестог века, а број јањичара се повећао са 7.886 у 1527. на 39.282 у 1609. години. Док су многи од њих наставили да служе у иностраним ратовима царства, други су били јањичари само на папиру, који су имали користи од статуса који су добили као чланови корпуса, али су на други начин избегавали обавезу да служе у рату. Такви људи повезивали су Јањичарски корпус са обичним људима, дајући им глас у политици. Протести, побуне и устанци омогућили су јањичарима да изразе своје неодобравање царске политике и често су играли улогу у формирању политичких коалиција унутар османске владе. Јањичани су се из елитних борбених снага претворили у сложену хибридну организацију, део војне и друштвено-политичке асоцијације, задржавајући важан утицај на османску владу упркос напорним покушајима владара да их потисну током седамнаестог века.

### Политичка домаћинства
Други значајан развој био је ширење такозваних "везира и пашиних домаћинстава" (тур. kapı) међу политичком елитом царства. Главно домаћинство у царству било је царско домаћинство султана у Истанбулу, које је елита настојала опонашати. Богати гувернери су окупили велики број службеника као и приватне војске, стварајући међусобне везе политичког патроната. Формирање домаћинстава поклопило се са општим порастом богатства и моћи највиших провинцијских званичника царства, што се показало као мешовити благослов за централну владу: док су гувернери користили своју моћ да централизују царску контролу и окупљају веће војске у борби против непријатеља Османског царства, они су у време побуне представљали и страшније непријатеље. Најуспјешније елитно домаћинство успоставио је велики везир Мехмед-паша Ћуприлић (1656–1661), који га је користио за доминацију у царству током његовог мандата, постављајући лојалне људе из свог домаћинства на позиције моћи и власти. Мушкарци који су одрасли у домаћинству Ћуприлића наставили су да заузимају важне положаје у османској влади до раног осамнаестог века.

### Бирократија
Османска бирократија (тур. mālīye) драматично се проширила и по величини и по обиму активности. Док је само 15 плаћених писара служило 1549. године, до 1593. тај број се повећао на 183. Како је Тимарски систем престао да се користи, порески приходи који су некада били распоређени локално на царску феудалну коњицу, били су пребачени у Истанбул, било кроз директна прикупљања (тур. emānet) или кроз порезе пољопривредника (тур. iltizām). Тако је била потребна већа бирократија која би могла одговорити на захтеве централизованијег фискалног система царства. Бирократска организација је била разноврсна, са новим гранама које су се формирале и све више су се специјализовале писарске дужности. Висок квалитет османске бирократије био је поткрепљен строгим стандардима регрутовања писара. Почетком седамнаестог века бирократија је пресељена са своје првобитне локације у палати Топкапи, што указује на то да она постаје независна од султановог домаћинства. Бирократија је тако имала стабилизујући утицај на царство, док су султани и везери постављани и смењивани, бирократија је остајала непромењена, осигуравајући кохезију и континуитет царској администрацији.

## Војска
Природа османске војске драматично се променила током овог периода. Од свог оснивања, у османској војсци доминирале су коњске снаге, а коњица је у шеснаестом веку била бројнија од пешадије у основи 3:1 или 4:1. На захтеве убрзане експанзије царства и стабилизације његових граница у претходном периоду, као и све веће важности технологије барута за војни успех, царство се прилагодило проширењем опсега регрутације како би се подигао много већи број пешадијских трупа. До 1690-их, удео пешадијске војске на терену повећао се на 50–60 посто, што је еквивалентно оном из суседне Хабзбуршке монархије. Прорачуни укупне снаге током овог периода остају непоуздани, али се процењује да је просечно османску војску чинила главна сила од око 65.000 до 70.000 људи из тимара и сталне војске, укључујући такође и нерегуларне народне милиције и војске вазалних држава, са посебним значајним доприносом који је долазио из Кримског каната. Генерално, османска војска постала је барем једнако ефикасна као и њени европски ривали током овог периода. Насупрот старијим историјским погледима, који су довели до неуспеха да се одржи корак са европским војним збивањима, Османлије су заправо показале значајан степен динамичности и континуираног капацитета и спремности да модернизују и побољшају своје војне снаге. Иако је царство доживјело значајне поразе и територијалне губитке у у рату са Светом лигом 1683-1699, то није била последица војне немоћи, већ величине и ефикасне координације хришћанске коалиције, као и логистичким изазовима ратовања на више фронтова.

### Стална војска
Османска стална војска (тур. ḳapukulu), која се назива и "централна војска", састојала се од три главна дивизиона: пешадије, познатије као јањичарски корпус, коњички (спахија) корпус познат као 6. пук (тур. Altı Bölük),и артиљеријски корпус. За разлику од покрајинских војски, стална војска била је у Истанбулу и била је подвргнута редовној обуци и дисциплини, а војници су квартално добијали плате у готовини. Величина војске драматично се повећала почетком друге половине шеснаестог века, више него удвостручено са 29.175 војника у 1574. на 75.868 у 1609. године. Након тог раста број је остао релативно стабилан током остатка века. Исплата плата сталној војсци била је далеко највећи појединачни трошак у царском буџету, а тај раст у величини био је упарен са пропорционалним растом расхода. До седамнаестог века трошкови сталне војске понекад су апсорбовали више од половине целокупног централног буџета царства. Како је војска расла, природа њеног односа са владом је почела да се мења, јер су се јањичари и коњица све више укључивали у царску политику и администрацију.

### Логистика
Османлије су имале изразиту супериорност у логистичкој организацији у односу на своје европске противнике, који су обично били присиљени да прибегавају "ад хок" решењима или чак отвореној пљачки како би задржали своје војске. Централизација државе је омогућила Османлијама да одрже софистицирани систем путних станица (отур. menzil) широм царства, опскрбљене војним снагама дуж њених рута. Граничне тврђаве су имале складишта која су могла да снабдевају војску када стигне до границе. То је омогућило османској војсци да, углавном, не у потпуности, избегне да живи од државе кроз пљачку.

### Гранична одбрана

#### Угарска
Османлије су се у Угарској првенствено бавиле осигуравањем сигурности Будима и Дунава преко ког су транспортовали муницију и животне намернице. У ту сврху су изградили неколико утврђења дуж речног тока и окружили Будим прстеном заштитних утврђења, од којих је најзначајни био Острогон, који је након освајања 1543. године проширен и утврђен. Заштитни прстен око Будима завршен је 1596. године освајањем Јегра на североистоку. Након Житватороковског мира 1606. године темпо изградње османских тврђава је опао како је војна претња Хабзбурговаца била уклоњена.
До средине седамнаестог века османска Угарска је имала око 130 тврђава различите величине и снаге, у распону од мањих двораца са мање од стотину људи до већих упоришта са гарнизонима који су бројили на хиљаде војника. Најснажнија утврђења су била на границама, док су унутрашње тврђаве често имале само симболичну војску. Током седамнаестог века, Будимски гарнизон се кретао од најнижег нивоа од 2.361 војника у мирним годинама након Житваторока до највишег нивоа од 5,697 војника током треће четвртине века када је поново почео рат са Хабзбурговцима. До 1660-их, укупан број војника који су служили у угарским гарнизонима достигао је чак 24.000, подељених између 17.450 локалних војника и 6.500 јањичара. Ове снаге су допуњене локалним тимариотима, као и приватним војскама османских гувернера. Ове бројке су из ратних времена. Током мирнодопског времена величине гарнизона често би се смањивале како би се смањили трошкови. Док је у другој половини шеснаестог века мрежа угарских тврђава била финансијски самодостатна, а локални управници су чак могли да проследе вишак прихода Истанбулу, то се погоршало у седамнаестом веку, тако да је административну границу покрајине Будим требало проширити јужно од Дунава како би се повећао њен расположиви приход. Ипак, османски финансијски систем је био у бољој форми од оног Хабзбурговаца, који су се непрестано борили да повећају приходе потребне за одржавање сопствене одбрамбене мреже.
Поред периода отвореног ратовања (1541–1568, 1593–1606, 1660–1664, 1683–1699), османско-хабзбуршка граница у Угарској била је окарактерисана локалним сукобима и малим сукобима познатим као "мали рат". У одсуству царске војске, команда је била поверена гувернеру Будима, који је командовао значајним покрајинским снагама у одбрани границе. Локални војни подухвати повремено су доводили до ескалације сукоба, као што је сукоб из 1592-1593 изазван освајањем Бихаћа од стране босанског паше, који је довео до Дугог рата.

#### Северна граница
За разлику од њихових угарских и сафавидских граница, Османлије углавном нису настојале да се шире даље на север од Црног мора, првенствено су се бавили одбраном својих граница и обезбеђењем својих морских путева. Османлије су одржавале низ тврђава дуж северне обале Црног мора, на територији данашње Украјине. Главна утврђења налазила су се у Акерману, Очакову, и Азову. Од пресудног значаја за северну границу била је и османска вазална држава Кримски канат, који је такође у том периоду био снажна држава и често је учествовао у активностима против османских северних суседа Државне заједнице Пољске и Литваније и Русије. Кримске пљачкашке акције омогућиле су процват трговине робљем преко луке Кафе, којом су директно управљале Османлије, што је доводило до сталних тензија између Османлија и њихових суседа.
Сигурност османске северне границе први пут је била угрожена крајем шеснаестог века појавом Запорошких козака као војне и политичке силе на Дњепру. Теоретски под суверенитетом Државне заједнице Пољске и Литваније, козаци су користећи речне бродове и дошли до Црног мора где су опљачкали османску обалу на начин који је отприлике аналоган пљачкама Кримских Татара. Османлије су одавно угушиле сву пиратерију у Црном мору, чије су луке у потпуности контролисале и тако биле потпуно неприпремљене за козачке нападе. Козаци су 1614. године напали северну обалу Анадолије, где су опљачкали и спалили велике градове, укључујући Синоп, Самсун, и Трабзон. Османска огорченост над козачким проблемом довела је до погоршања односа са Државном заједницом Пољске и Литваније, што је довело до рата 1621. и убрзо опет 1634. и 1646. године. Развијене су контрамере како би се ограничила штета коју би козаци могли направити, до 1620. године Османлије су успоставиле јачу контролу над ушћем Дњепра, спречавајући велике флотиле да прелазе у море, а поморске ескадриле су успостављене како би патролирале за пљачкашима.
Државна заједница Пољске и Литваније је имала мало могућности да контролише активности козака, а 1648. године Украјина се нашла у хаосу избијањем Устанка Богдана Хмељницког, у ком су козаци покушали да се ослободе контроле Државне заједнице и успоставе независну државу. Рат је трајао скоро двадесет година, што је довело до интервенције Русије и Шведске. Козачки хетман Петар Дорошенко се окренуо Османлијама, нудећи своје вазалство у замену за заштиту од Државне заједнице Пољске и Литваније и Руског царства. Османлије су прихватиле њихову понуду, гледајући на то као прилику да окончају вишегодишње козачко пљачкање и подупру одбрану северне границе. Након напада Државне заједнице на Козаке, Османлије су ушле у рат и 1672. године освојиле тврђаву Камјањец-Подиљски, коју су преименовали у Каманиче. Мир је потписан 1676. године, када су Османлије заузеле Подољску област. Османлије су тако стекле снажно упориште којим би повећале своју контролу над козачком државом, и убрзо након тога успоставиле своје гарнизоне у већим градовима Украјине, сукобљавајући се са Русима и протерујући их из традиционалне козачке престонице Чигирин 1678. године. Каманиче је остао неосвојива тврђава на османској северној граници током рата са Светом лигом. Са гарнизоном од преко 6,000 војника и 200 топова, то је била једна од најбоље брањених тврђава у Османском царству. Упркос сталним покушајима Државне заједнице Пољске и литваније да блокира и опколи град то нису успели, али у складу са Карловачким миром град је враћен Државној заједници 1699. године без освајања.

### Морнарица
Иако је османска војска остала јака током овог периода, исто се не може рећи за морнарицу. Иако је била доминантна на Медитерану 1550. године, у бици код Лепанта 1571. године претрпели су значајан губитак обучених морнара и искусних команданата. Османска морнарица освојила је град Тунис 1574. године, али су каснији догађаји померили царску пажњу са Медитерана. Наставак Османско-сафавидских ратова 1578. године и смрт великог везира Мехмед-паше Соколовића наредне године отворили су пут за примирје са хабзбрушком Шпанијом 1580. године, доводећи до завршетка османских ратова на Медитерану који су обележили средину шеснаестог века. Османска морнарица није учествовала у ратовима све до избијања Критског рата са Млетачком републиком 1645. године, скоро седамдесет година касније. Овај период неактивности играо је улогу у слабљењу ефекта османске морнарице, тако да су Млечани били у стању да блокирају Дарданеле и нанесу неколико пораза Османлијама, од којих је најзначајнији у бици за Дарданеле 1656. године, описан као најтежи османски пораз од Лепанта. Иако су ови порази често приписивани османском неуспеху да модернизују своју морнарицу заменом галија са галеонима, они су располагали са истим бројем галеона као и Млечани. Уместо иновација или техничких способности, Османлијама су недостајали вешти морнари за посаду и заповедање њиховим бродовима, док су Млечани користили искусну посаду своје велике трговачке марине. За разлику од шеснаестог века, искусни морнари са Варварске обале били су мање спремни да се посвете османском циљу. Док су османски адмирали из 16. века често започињали своје каријере као гусари у северној Африци, средином седамнаестог века адмиралитет је био само престижна канцеларија коју су држали различити државници који нису нужно имали поморског искуства. Упркос овим потешкоћама, Османлије су на крају биле у стању да поразе Млечане, разбијајући блокаду Дарданела 1657. и завршавајући освајање Крита падом Ираклиона 1669. године.
Након Критског рата, Османлије су настојале да побољшају квалитет своје морнарице, а посебно галеона. Уложена су средства за побољшање њиховог техничког дизајна, тако да је 1675. године енглески капетан писао кући с предлозима за промену дизајна енглеских бродова према османском моделу. Године 1682. створена је посебна ескадрила галеона, организационо одвојена од преосталих галија флоте, а само у тој години porinuto je десет нових галеона. Следећи велики поморски сукоб Османлија почео је 1684. године, када су Млечани постали савезници Хабзбуршке монархије, Државне заједнице Пољске и Литваније, и Папске државе у Великом турском рату. Млечани су отворили фронт у Егејском мору и Пелопонезу, али неуспешно су покушали да освоје Крит 1692. године. Од 1695. до 1701. године османска морнарица је била под командом Хусејина-паше, искусног гусара из Алжира, који је поразио млетачку флоту у бици 9. фебруара 1695. године и показао да су биле успешне реформе морнарице из претходних деценија.

## Религијски и интелектуални живот
У Османском царству током овог периода процветао је живахан религијски и интелектуални живот. Правне реформе шејхулисмлама Ебусуда Ефендије (1545–1574) стимулисале су османске интелектуалце да енергично расправљају о многим друштвеним питањима. Османлије су биле у конфликту око верских и моралних квалитета нових потрошачких добара, као што су кафа и дуван, који су понекад били забрањени а понекад допуштени. Једнако је подељена и законитост неколико религиозних пракси које су повезане са суфизмом, којима се најоштрије супротставио жестоко конзервативни кадизаделијски покрет који је настао почетком седамнаестог века, али његови почеци почињу од проповедника Мехмеда Ефендије (умро 1573.) из шеснаестог века. Кадизаделијска идеологија је била усредсређена на исламско начело "чините добро, забраните зло," наводећи их да се супротстављају пракси коју су перципирали као "иновацију" (тур. bid'ah), на начин приближно аналоган модерном вахабизму. Кадизаделије су ширили своју идеологију тако што су служили као проповедници у главним истанбулским џамијама, а два пута су добили подршку царске владе, прво под Муратом IV а касније под Мехмедом IV. Упркос томе, многи од истанбулских научника и интелектуалаца су на Кадизаделије гледали са презиром и исмевали их због њиховог жарког конзерватизма. Кадизаделијски проповедник Вани Мехмед Ефендија је деловао као лични духовни саветник Мехмеду IV, али је након неуспеле опсаде Бече 1683. године пао у немилост двора и био протеран. Кадизаделијски покрет од тада више није добијао директну султанову подршку.
Почетком седамнаестог века, османски интелектуални живот је додатно под утицајем прилива научника из Ирана и Курдистана. Ови научници су охрабрили оживљавање рационалних наука кроз нагласак на 'верификацији' (арапски: taḥqīq, за разлику од taqlīd, "имитација") научних открића претходних генерација. Резултат је био низ нових писаних радова о рационалистичким темама, као што су математика, логика и дијалектика, са многим научницима који су пратили своју интелектуалну линију до доласка ових иранских и курдских имиграната.

### Савети за владаре
Овај период је такође сведочио о процвату књижевног жанра познатог као "Савети за владаре". Књижевна дела ове природе написана су како би се осврнула на борбе које је држава доживљавала и саветовати владара о томе како их исправно решити. Писци савета често су алудирали на владавину султана Сулејмана I (1520–1566) као идеалног модела који савремени владари треба да настоје да опонашају. Писци који су приказивали царство као да је у опадању од претходног златног доба често су били мотивисани да то учине класним или фракцијским интересима, јер су често долазили или су били под утицајем група које су биле обесправљене реформама царства, као што су тимариоти, или на други начин осећали лично огорчење према држави као резултат неуспеха у напредовању у каријери, што указује на јасну пристрасност у њиховим списима. Историчари су једном прихватили опис османског пропадања ових писаца као чињенице, и на тај начин приказали Османско царство као улазак у период пада након смрти Сулејмана Величанственог, погледа који је постао познат као Османска теза о опадању. Међутим, од 1980-их, због преиспитивања литературе, као и безброј других аспеката османске цивилизације, историчари су постигли консензус да се у ствари такав пад није догодио, а самим тим и појам "опадања Османског царства" представљао је мит.

### Историографија
Османско историјско писање претрпело је велике промене током овог периода. Посебно након 1600. године, османски писци су се удаљили од персијског стила претходних генерација, пишући у облику турске прозе која је била много мање украшена у поређењу са радовима написаним у шеснаестом веку. Османски историчари су се сматрали као решивачима проблема, користећи своје историјско знање да би понудили решења за савремена питања, и за то су изабрали да пишу у једноставној, лако разумљивој народној форми турског језика. Уместо да пишу само да би обезбедили престиж Османској династији, турски историчари из седамнаестог века веровали су у значај извештавања о догађајима на искрен и тачан начин како је то било могуће. Водећи историчари овог периода били су Мустафа Али, Мустафа хаџи-Калфа, и Мустафа Наим.

## Политички наратив

### Сулејманови наследници
Султан Сулејман I (владао: 1520–1566) био је султан који је најдуже владао у османској историји, али последње године његове владавине карактерише несигурност око тога ко ће га наследити. Сулејман је имао три сина Мустафу, Бајазита и Селима. Бајазит и Селим су били синови Сулејмана и Хурем, док је Мустафа био Сулејманов син са претходном конкубином. Мустафа је можда сматрао да његова полубраћа имају неправедну предност над њим и тако је радио да осигура наклоност војске. Можда сумњајући да је Мустафа планирао да га збаци са трона баш као што је његов отац збацио његовог деду, Сулејман је 1553. године наредио да се Мустафа погуби. Смрт султаније Хурем 1558. године изазвала је отворени сукоб између преостала два наследника, из ког је као победник изашао Селим. Сулејман је додатно ојачао положај свог сина тако што је договорио брак између Селимове кћери и утицајног Мехмед-паше Соколовића (велики везир 1565–1579). Сулејман је умро 1566. године, док је опседао тврђаву Сигет у Угарској, а трон је преузео Селим.
Селим II је био релативно неактиван владар који је био задовољан да дозволи високо компетентном Мехмеду-паши Соколовићу да у његово име води царство. Соколовић је спровео далекосежну спољну политику, распоређујући војске на великој територији од Јемена на југу до Астрахана на северу. Најзначајније, међутим, било је освајање Кипра 1570. године а потом османски пораз у бици код Лепанта, који је отворио пут за шпанско-османско примирје 1580. године. То је омогућило Османлијама да усмере своју експанзију на исток према Ирану, где се водио дуг и разоран рат од 1578. до 1590. године, из ког су Османлије изашле са значајним, иако краткотрајним, освајањима.
Селим је умро 1574. године, а наследио га је син Мурат III (владао: 1574–1595). Овај владар, као и његова два наследника Мехмед III (владао: 1595–1603) и Ахмед I (владао: 1603–1617), били су под утицајем великих политичких промена. Најзначајнија од њих је била пораст значаја харема. Док је моћ султаније Хурем била заснована на њеном личном односу са Сулејманом, цареве жене из тог периода су своју моћ извукле из институционалне структуре харема, који је ставио огромну моћ у руке султанове мајке, Валиде султан. То је било директно повезано са променама које су се дешавале у систему наслеђивања, при чему принчеви више нису путовали у провинције да би преузели управу, већ су остајали у харему у Истанбулу. Од времена Мурата III па надаље, султани више нису спавали у мушком делу палате Топкапи, већ су боравили у новој спаваћој соби у харему. Због све веће улоге жена у политичком животу, овај период се понекад назива и Султанат жена.

### Кризе и адаптације
Османска влада суочила се са озбиљном војном и економском кризом на крају века. Рат је избио са Хабзбрушком монархијом 1593. године, у периоду када се и Анадолија суочавала са првом од неколико Џелалских побуна, у којима су се сеоске пљачкашке банде окупиле под провинцијским вођама како би пљачкале села и варошице. Сафавидски шах Абас покренуо је нови Османско-сафавидски рат 1603. године, повративши све изгубљене територије у претходним деценијама. Тако су се Османлије бориле на три фронта одједном, у време када се економија још увек опорављала од валутне девалвације 1585. године. Да би успешно одговорили на ове изазове, усвојили су иновативну стратегију кооптирања побуњеничких снага у структуру царства. Џелалске војске су биле састављене од анадолских бандита познатих као секбани, бивши сељаци који су тражили алтернативни живот у оштрој економској клими на прелазу века. Када им се пружила прилика, ови људи су били жељни да зараде плату и статус тако што су служили у османској војсци као плаћеници. Регрутовањем таквих људи у османску војску као мускетара њихова енергија је преусмерена из разбојништва и стављена у употребу против спољних непријатеља царства. Џелалски вође су повремено добијали и позиције у покрајинској управи како би их смирили. Ово није довело до укидања анархије у Анадолији, али је олакшало њено контролисање. Велики везир Кујуџу Мурат-паша је 1609. године прешао Анадолију са војском, побивши џелалске бандите где год их нашао, што је довело до краја већег дела џелалских активности.
Ратови са Хабзбурговцима и Сафавидима на крају су дошли у пат-позиције. Мехмед III лично је предводио османску војску до победе над Хабзбурговцима у бици код Мезекерестеша 1596. године, а Османлије су заузеле угарске тврђаве Егер и Велика Канижа, али на крају ниједна страна није постигла одлучну победу и рат је окончан миром у Житватороку 1606. године. Рат са Сафавидима наставио је да траје до 1618. године.
Регрутовање секбана као мускетара било је део већег процеса војних и фискалних реформи, који је спроведен током овог периода. Коњица која је била подржана од стране тимарског система током шеснаестог века постала је застарела због све веће важности пешадије наоружане мускетама, а Османлије су се покушавале прилагодити променама. Централна војска је била увелико проширена, посебно јањичарски корпус, царска главна пешадијска војска. Јањичари су почели да експериментишу са новим тактикама на бојишту, постајући једна од првих војски у Европи која је користила ватрено оружје. Да би се платила нова војска, Османлије су примениле праксу пољопривредних закупа, која се раније користила првенствено у арапским провинцијама. Пореска права која су раније давана коњаницима сада су продавана најповољнијем понуђачу, што је пракса која се користила иу већем делу Европе. Остали порези су такође реформисани, уведен је ратни порез који је познат као авариз, који током ратног стања постаје стални и обезбеђује 20% годишњег прихода царства. Ове реформе увелико су повећале приходе који су били доступни централној влади и одиграли су важну улогу у континуираној снази царства током читавог века. Да би се прилагодила овим променама, бирократија је била проширена и разноврсна, да би имала много већу улогу у управи царства.

### Регицид и рат
Након смрти Ахмеда I 1617. године на престо је дошао његов брат Мустафа I, први султан који је наследио престо по праву старешинства. Међутим, убрзо је постало очигледно да Мустафа није психички здрав, и наредне године био је смењен а на престо је постављен Ахмедов син Осман II, тада тринаестогодишњак. Осман II је био изузетно енергичан владар и настојао је да поново успостави власт османског султаната над другим фракцијским групама унутар царства. То је изазвало љутњу како верских установа тако и јањичара и царске коњице, а односи су нарочито постали напети након султанове неуспеле пољске кампање, у којој је војска сматрала да је била злостављана. Након повратка у Истанбул, Осман II је изразио своју жељу да одржи ходочашће у Меку. Међутим иза тога се крила скривена султанова намера да се у Анадолији регрутује нова и лојалнија војска, од плаћеничких снага које су учествовале у џелалским побунама и османским ратовима са Хабзбурговцима и Сафавидима. Да би га спречила да спроведе овај план, царска војска је 18. маја 1622. покренула побуну, а два дана касније, уз одобрење шејхулислама, погубила је султана Османа II. Овај догађај, законски одобрени регицид владајућег османског монарха, учврстио је трансформацију царства из апсолутне монархије у ону у којој је власт била подељена између разних сегмента власти.
Након регицида уследила је побуна Абазе Мехмед-паше, тадашњег гувернера Ерзурума, који је обећао да ће се осветити султановим убицама и масакрирати јањичаре где год их буде нашао. Мустафа I, који је други пут устоличен, убрзо је поново смењен а на престо је дошао Ахмедов син Мурат IV, још увек дете. Ситуацију у царству са дететом на престолу, Истанбулом под контролом јањичара, и побуном Абазе Мехмеда на истоку Анадолије, желели су да искористе Сафавиди да нападну и преузму контролу над Багдадом у јануару 1624., али нису успели да напредују до Дијарбакира. Побуну Абазе Мехмеда је 1628. године угушио велики везир Хусрев-паша чије је разрешење дужности 1632. године изазвало побуну јањичара. Овај догађај подстакао је жељу Мурата IV да поново успостави контролу над државом, и од тада је почео да влада самостално. Он је спровео реформу војног поседа земљишта у покушају да ојача војску, охрабрио сељаке да населе напуштена поља и спровео моралне реформе у Истанбулу у вези са религијским Кадизаделиским покретом. Први војни успех постигао је 1635. године освајањем Јеревана, а касније је водио царство до победе освајањем Багдада 1638. године и успостављањем дуготрајног мира са Сафавидима наредне године.
Мурат IV умро је 1640. године, у 29-ој години живота. Наследио га је брат Ибрахим, једини преостали мушки члан османске династије. Као и Мустафа I пре њега, Ибрахим је био ментално нестабилан и у почетку је био задовољан да остави владу у рукама последњег Мехмедовог великог везира, Кеманкеша Мустафа-паше. То је трајало само до 1644. године, када га је ибрахим погубио. Нови рат Османског царства и млетачке републике избио је када су малтешки пирати пристали на млетачки Крит након напада на османски брод који је превозио ходочаснике, укључујући главног црног евнуха, у Меку. Османлије су брзо заузеле највећи део Крита, али нису успеле да освоје добро утврђену Кандију. На мору су Млечани успели да постигну предност и блокирају Дарданеле, блокиравши трговину Истанбула. Каснији неред у главном граду довео је до Ибрахимовог погубљења 1648. године, које су извршили јањичари, шејхулислам, па чак и Косем, његова мајка. Ибрахима је наследио његов седмогодишњи син, који је устоличен као Мехмед IV. Нова влада у Истанбулу састојала се од баке младог владара и регента султаније косем и њених савезника у јањичарском корпусу, од којих је један био велики везир. Упркос настављеним немирима у Истанбулу и провинцијама, блокада Дарданела је успешно прекинута наредне године. Позиција султаније Косем је ипак била угрожена од мајке Мехмеда IV султаније Хатиџе. Након завере 1651. године султанија Косем је убијена од стране присталица султаније Хатиџе.
Турхан Хатиџе је од тада била на сигурном положају власти, али није била у стању да нађе ефикасног великог везира, који је напустио царство без праве политике у вези са ратом са Венецијом. Резултат је био још један револт царских трупа у марту 1656. године, који је захтевао животе неколико владиних званичника, окривљених за то што су пропустили да на прави начин плате војницима који су се тако дуго борили да освоје Крит.

### Ера Ћуприлића
Млечани су 1656. године преузели контролу над острвима Лимнос и Тенедос, и успоставили још једну блокаду Дарданела. Ова акција довела је до панике у Истанбулу и изазвала обновљену политичку кризу. Приморана да промени политику, Турхан хатиџе је именовала искусног Мехмед-пашу Ћуприлића за великог везира, који је одмах кренуо да спроводи драстичне реформе. То је укључивало отпуштање или погубљење свих званичника који су сматрани корумпираним, и постављањем замена на њиховим местима које су биле лојалне везиру. Док је зимовала у Једрену након успешне кампање за поновно освајање острва, Ћуприлић је своју чистку проширио на царску коњицу, погубивши хиљаде војника који су показивали знакове нелојалности. Овај потез изазвао је озбиљну реакцију, и како је Ћуприлић водио војску у кампањи против Трансилваније, многи од источних гувернера царства су прво одбили да му се придруже, а затим су покренули отворену побуну под вођством Абазе Хасана-паше, захтевајући од султана да Ћуприлић буде погубљен. Мехмед IV, који је тада био пунолетан, одлучио је да стане на страну свог везира и послао је војску да порази побуњенике. Упркос првобитним победама побуњеника, побуна је изненада прекинута у фебруару 1659. убиством Абазе Хасана.
Мехмед Ћуприлић је умро 1661. године, остављајући царство у много бољем војном и финансијском положају него што је било пре његове власти. Наследио га је његов син Фазил Ахмед-паша (1661–1676), први пут у историји да је велики везир пренео титулу на сина. Фазила Ахмеда наследио је његов усвојени брат Кара Мустафа-паша (1676–1683), и управо због тог непрекидног низа великих везира из породице Ћуприлића овај период се назива ером Ћуприлића.
Ова два Мехмедова наследника на месту великог везира били су компетентни администратори, а царство је уживало изузетан степен стабилности током њихове владавине. Мехмед IV је био задовољан тиме што им је омогућио да управљају политичким пословима царства, али ипак није био неактиван владар. Он је одиграо важну улогу у царској симболици и легитимацији, путујући са војском у поход, пре него што је врховну команду предао великом везиру. Тако, иако није директно руководио војском, он је и даље учествовао у царским кампањама, због којих је назван гази, или "свети ратник," од стране савременика. Под Ћуприлићима царство је обновило своју експанзију у Европу, освајајући територије Хабзбурговаца, Пољске и Литваније, Русије, као и завршавајући рат са Млетачком републиком освајањем Кандије 1669. године. Врхунац османске експанзије под Ћуприлићима достигао је свој врхунац 1683. године са опсадом Беча, која је завршена османским поразом.
Пораз у Бечу довео је до великих политичких промена у царству. Као казну за његов неуспех, Мехмед IV је наредио да се Мерзифонли Кара Мустафа погуби, чиме је прекинут непрекидни низ великих везира из породице Ћуприлића који су управљали царством. Резултат је био период политичке конфузије у време када су се европски непријатељи Османског царства окупљали заједно да крену у рат. Хабзбуршка монархија, Државна заједница Пољске и Литваније, Млетачка република и Папска држава су 1684. године формирали савез познат као Света лига да се супроставе Османлијама, покренувши период ратовања који ће трајати шеснаест година.

### Рат са Светом лигом
Сукоб на вишестраним фронтовима ставио је велики притисак на османску способност да води рат. Царство је нападано истовремено у Мађарској, Подољу и медитеранском региону, а након 1686. године њихови кримски вазали, који су под нормалним околностима подржавали османску војску са десетинама хиљада војника, били су заузети потребом да се одбране од руске инвазије. Залихе хране у Истанбулу поново су биле угрожене млетачком поморском активношћу у Егеју, што је изазвало нестабилност у главном граду. У Мађарској, Хабзбурговци су први пут поновно освојили Нове Замки 1684. године, пре него што су стигли пред Будим. Упркос пружању отпора опсади 1685. године, она није била у стању да издржи другу годину и капитулирала је Хабзбурговцима, што је довело до тога да је већи део земље био под Хабзбуршком контролом. Османлије су успеле да одбране Осијек, али су поражене у Другој Мохачкој бици 1687. године. Војска се касније побунила и кренула у Истанбул, збацивши Мехмеда IV и поставивши на власт његовог брата Сулејмана II. У насталом хаосу су Хабзбурговци успели брзо да продру на османску територију, заузму тврђаве као што су Егер и Београд, досежући на југ до Ниша. Међутим, 1689. ситуација се вратила у корист Османлија. Луј XIV је 1688. године покренуо рат Велике алијансе, одвлачећи пажњу Хабзбурговаца са османског фронта. Фазил Мустафа-паша Ћуприлић, млађи син Мехмеда Ћуприлића, постављен је за великог везира и предводио је војску у успешном ослобађању Ниша и Београда. Уследио је дуг период у ком су обе стране биле у пат позицији, Хабзбурзи су изгубили територије јужно од Дунава а Османлије нису успеле да остваре трајни успех северно од реке. Хабзбурговци су усмерили своје напоре да освоје Кнежевину Трансилванију, османску вазалну државу, чији су губитак Османлије биле приморане да прихвате након катастрофалног пораза војске коју је лично предводио султан Мустафа II 1697. године у бици код Сенте. Овај пораз приморао је Османлије да затраже мир.
Иако су територијални губици против Хабзбурговаца понекад били цитирани као доказ војне слабости, недавно су историчари оспорили ову тврдњу, тврдећи да су османски порази првенствено резултат саме величине коалиције која је била окупљена против њих и логистичког терета вођења рата на више фронтова. Томе се може додати и политичка нестабилност, јер су се највећи губици царства догодили од 1684–1688, када је његово политичко вођство било парализовано прво погубљењем Кара Мустафе-паше, а затим и изручењем Мехмеда IV. Касније су Османлије успеле да стабилизују своју позицију и врате хабзбуршке добитке јужно од Дунава.
Притисак одрживог ратовања навео је Османлије да спроведу опсежну фискалну реформу. Продаја дувана је легализована и опорезована, а раније су биле реформисане порескоо-имуне вакуфске финансије, а јањичарски платни спискови су прегледани и ажурирани. Најзначајније је да је 1691. године стандардна јединица џизија промењена од домаћинства на појединца, а 1695. године је спроведена продаја пољопривредних фарми за животни период познат као маликане, што је знатно повећало приходе царства. Ове мере омогућиле су Османском царству да одржи фискалну солвентност током рата и да ужива значајне буџетске вишкове до почетка осамнаестог века.
Рат је завршен 1699. године са Карловачким миром. По општем принципу uti possidetis, Османлије су се сложиле да трајно уступе Хабзбурговцима целу Угарску и Трансилванију са изузетком Банатског региона. Пелопонез је анексирала Млетачка република, док је Подољска област враћена Државној заједници Пољске и Литваније. Карловачки мир је био веома значајан и за Османско царство и за источну Европу уопште, јер је означио коначан крај османске експанзије. Османска спољна политика у Европи током наредног осамнаестог века је генерално била мирна и дефанзивна, фокусирана на одржавање сигурне мреже тврђава дуж границе Дунава. Султан Мустафа II збачен је 1703. године устанком у Једрену 1703. годин, након чега је царство трансформисано у бирократску државу.

## Белешке
1. ↑  Период од 1514. (Битка код Чалдирана) до 1541. (анексија Будима) био је период највеће експанзије царства у његовој историји. Османлије су анексирале Анадолију, Сирију, Египат, Ирак, већину северне Африке и већи део Мађарске.
2. ↑  Термин капитулација (енг. "capitulation") потиче од латинске речи "capitulum", која се односи на заглавље поглавља, и није имала конотацију са "предавањем" на шта се односи данашња енглеска реч.[36]

### Општа истраживања
- Faroqhi, Suraiya (1994). „Crisis and Change, 1590–1699”.  Ур.: İnalcık, Halil; Donald Quataert. An Economic and Social History of the Ottoman Empire, 1300–1914. 2. Cambridge University Press. стр. 411—636. ISBN 0-521-57455-2.
- Finkel, Caroline (2005). Osman's Dream: The Story of the Ottoman Empire, 1300–1923. New York: Basic Books. ISBN 978-0-465-02396-7.
- Hathaway, Jane (2008). The Arab Lands under Ottoman Rule, 1516–1800. Pearson Education Ltd. ISBN 978-0-582-41899-8.
- Howard, Douglas A. (2017). A History of the Ottoman Empire. Cambridge: Cambridge University Press. ISBN 978-0-521-72730-3.

### Значајни радови
- Ágoston, Gábor (2014). „Firearms and Military Adaptation: The Ottomans and the European Military Revolution, 1450–1800”. Journal of World History. 25: 85—124.
- Abou-El-Haj, Rifa’at A. (2005). Formation of the Modern State: The Ottoman Empire, Sixteenth to Eighteenth Centuries (2 изд.). ISBN 978-0-8156-3085-2.
- Barkey, Karen (1994). Bandits and Bureaucrats: The Ottoman Route to State Centralization. ISBN 0-8014-2944-7.
- Darling, Linda (1996). Revenue-Raising and Legitimacy: Tax Collection and Finance Administration in the Ottoman Empire, 1560–1660. ISBN 90-04-10289-2.
- El-Rouhayeb, Khaled (2015). Islamic Intellectual History in the Seventeenth Century: Scholarly Currents in the Ottoman Empire and the Maghreb. Cambridge: Cambridge University Press. ISBN 978-1-107-04296-4.
- Hathaway, Jane (1996). „Problems of Periodization in Ottoman History: The Fifteenth through the Eighteenth Centuries”. The Turkish Studies Association Bulletin. 20: 25—31.
- Kunt, Metin İ. (1983). The Sultan's Servants: The Transformation of Ottoman Provincial Government, 1550–1650. New York: Columbia University Press. ISBN 0-231-05578-1.
- Murphey, Rhoads (1999). Ottoman Warfare, 1500–1700. Rutgers University Press. ISBN 1-85728-389-9.
- Peirce, Leslie (1993). The Imperial Harem: Women and Sovereignty in the Ottoman Empire. Oxford: Oxford University Press. ISBN 0-19-508677-5.
- Quataert, Donald (2003). „Ottoman History Writing and Changing Attitudes towards the Notion of 'Decline'”. History Compass. 1: 1—9.
- Tezcan, Baki (2010). The Second Ottoman Empire: Political and Social Transformation in the Early Modern World. Cambridge: Cambridge University Press. ISBN 978-1-107-41144-9.